# Frankenstein: Day of the Beast
Pour plus de détails, voir Fiche technique et Distribution.
Frankenstein: Day of the Beast est un film américain, sorti en 2011.

## Fiche technique
- Titre : Frankenstein: Day of the Beast
- Réalisation : Ricardo Islas
- Pays d'origine : États-Unis
- Genre : horreur
- Date de sortie : 2011

## Distribution
- Michelle Shields : Elizabeth
- Tim Krueger : le monstre
- Adam Stephenson : Victor Frankenstein
- Bruce Spielbauer : l'aveugle
- Suzy Brack : Justine